# Karl Hensen
Karl Hensen (* 1. März 1935 in Aachen; † 3. April 2025 in Bad Homburg) war ein deutscher Chemiker (Theoretische Chemie, Anorganische Chemie). Er war Professor an der Goethe-Universität Frankfurt am Main.

## Leben
Hensen studierte nach dem Abitur 1955 in Aachen Chemie an der RWTH Aachen, an der er 1960 bei Ulrich Wannagat sein Diplom erhielt (Über das Verhalten von Platin bei der katalytischen Ammoniakoxidation) und 1962 promoviert wurde (Zur Darstellung gemischter Siliciumhalogenide und ihrer Additionsverbindungen mit N-Heterocyclen). Hensen wandte sich danach der Theoretischen Chemie zu und ging zu Hermann Hartmann an der Goethe-Universität Frankfurt am Main, wo er sich 1968 in Anorganischer und Theoretischer Chemie habilitierte (Theoretische Untersuchungen an Wasserstoffverbindungen unter besonderer Berücksichtigung von Brückenstrukturen). 1968 wurde er in Frankfurt am Main Oberassistent und 1971 Professor an der Goethe-Universität Frankfurt am Main. 2000 wurde er emeritiert.
Er befasste sich in der Theoretischen Chemie besonders mit Modellrechnungen an kleinen Molekülen und in Anorganischer Chemie mit Lewis-Säure-Base-Wechselwirkungen und Silicium-Stickstoff-Chemie.
Karl Hensen starb am 3. April 2025 in Bad Homburg.

## Schriften
- Theorie der chemischen Bindung, Heidelberg: Steinkopff 1974
- Molekülbau und Spektren, Heidelberg: Steinkopff 1983